# Johannes (Tauris)
Johannes, OP war 1374 bis nach 1390 (Titular-)Bischof von Tauris und ist mit weihbischöflichen Akten im Bistum Schwerin bezeugt.

## Leben
Am 7. April 1374 wurde von Papst Gregor XI. unter Bezugnahme auf den Tod des Bischofs Rostagnus der Dominikaner Johannes zum Bischof von Tauris ernannt. Das Bistum Tauris wurde 1318 errichtet, gehörte zu den sechs Suffraganbistümern des Erzbistums Soultanieh (Soltania) in Persien, ging nach kurzem Bestand unter und wurde dann als Titularbistum verwendet.
Am 8. April 1390 beurkundete Bischof Potho von Pothenstein in Stralsund im Beisein des Johannes, Episcopus Thaurisiensis. Dieser 8. April 1390 fiel auf den Freitag nach Ostern. Bischof Johannes hatte offensichtlich in der vorangegangenen Karwoche mit den vielen Gottesdiensten, der Erteilung der Weihen am Karsamstag und der Ostertage selbst, gottesdienstlich ausgeholfen. Es wäre für den Diözesanbischof allein in seinem Todesjahr (er starb vor dem 11. August 1390), zu welchem Datum der neue Bischof Rudolf III., Herzog von Mecklenburg, als Postulat schon bekannt war, wohl eine zu große Anstrengung gewesen.
Aus den vorhandenen Urkunden könnte man schlussfolgern, dass Bischof Johannes zum Rostocker Dominikanerkloster St. Johannes gehörte, da die besagte Urkunde eine Schenkung an dieses Kloster betraf. Johannes Tätigkeit als Weihbischof im Bistum Schwerin ist auch beim neuen Bischof Rudolf 1390 urkundlich belegt. Dieses umso mehr, als in der vorangegangenen Zeit infolge der Schwierigkeiten zwischen dem in Stralsund residierenden Diözesanbischof und dem Electus, Domdekan Junge, der sich lange im Mecklenburger Bistumsanteil und im eigenen Stiftsland zu behaupten wusste, irgendwie für die Erteilung der Weihen und der Firmung gesorgt gewesen sein musste, was bei der dürftigen Urkundenlage für das Bistum Schwerin nicht immer beweisbar ist.
Wann und wo er verstorben ist und bestattet wurde, ist nicht bekannt.